# Cornelius von Guaita

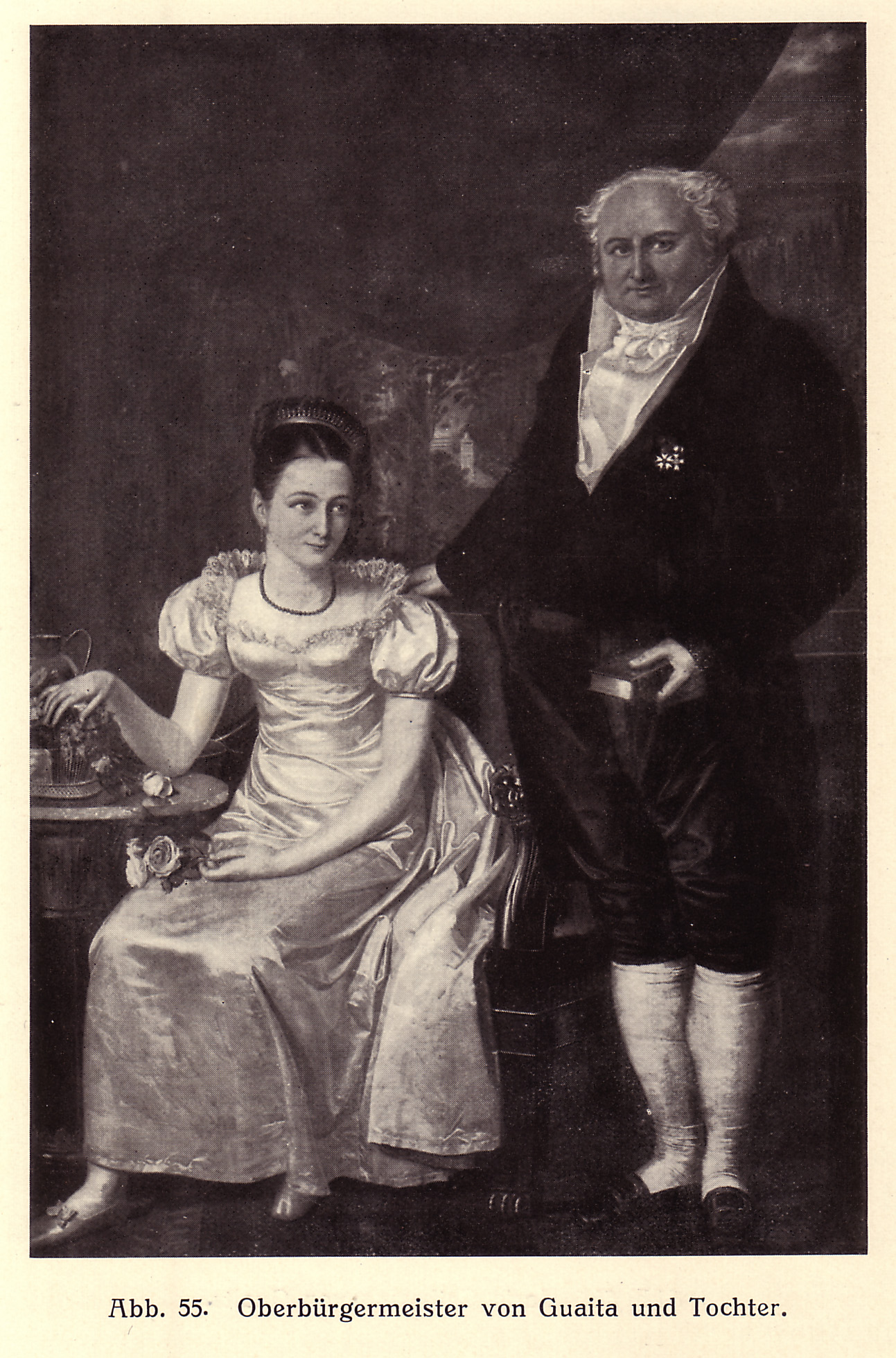
Cornelius von Guaita mit Tochter Maria Catharina Josepha (später von Limpens)

Cornelius Maria Paulus von Guaita (getauft 15. März 1766 in Aachen; † 12. Juli 1821 ebenda; auch Corneille de Guaita genannt) war ein deutscher Nadelfabrikant sowie langjähriger Bürgermeister der Stadt Aachen.

## Leben
Cornelius von Guaitas Vater war der Nadelindustrielle Johann Franz Xaver von Guaita aus einer Nebenlinie der in Frankfurt am Main niedergelassenen Familie Guaita, Sohn des Martin von Guaita, der 1754 in Wien den Reichsadelsstand erhielt, und der Maria Katharina Barbara, Tochter des Grafen Johann Baptist von Bolza (1680–1748) und Schwester des Grafen Joseph von Bolza (1719–1782). Cornelius von Guaitas Mutter war Maria Anna Catharina, Tochter des Aachener Bürgermeisters Cornelius Chorus aus der ebenfalls in der Nadelindustrie tätigen Familie Chorus.
Cornelius von Guaita besuchte in seiner Heimatstadt Aachen das reichsstädtische Mariengymnasium (kurz: Marianum, späteres Kaiser-Karls-Gymnasium), schlug danach aber gemäß der Familientradition die berufliche Laufbahn eines Nadelfabrikanten ein. Wie es für Mitglieder einflussreicher Familien zu jener Zeit so üblich war, übernahm Guaita ebenfalls öffentliche und politische Aufgaben. Als am 21. Juni 1804 noch während der französischen Besatzungszeit im Département de la Roer unter Napoleon Bonaparte auch in Aachen erstmals das Conseil du Commerce, die historischen Anfänge der heutigen Industrie- und Handelskammer Aachen, gegründet wurde, trat von Guaita dieser Institution sofort bei und war später von 1808 bis 1820 auch deren Vorsitzender. Das Conseil du Commerce wurde ab 1804 als Gewerbliche Ratskammer bezeichnet und hatte bis zum Ende der französischen Besatzungszeit im Jahr 1815 Bestand. Ihr Verwaltungsbezirk erstreckte sich auch über Aachen hinaus bis in das Arrondissement de Clèves. Guaita fungierte auch als einer der ersten fünf „Richter“ des am 27. Mai 1805 installierten Handelsgerichts zu Aachen, welches mit einem Sachverständigenrat zu vergleichen ist. Hieraus entstand später am 7. August 1846 das Königliche Gewerbegericht. Von 1809 bis 1814 war von Guaita des Weiteren im Präsidium des Departmentswahlkollegium tätig, das die Kandidaten für die gesetzgebende Versammlung und den Senat in Paris sowie die Kandidaten für den Departmentsrat ernannte.
In der Zwischenzeit war von Guaita auch in die Ratskammer und am 28. Mai 1808 als Nachfolger von Johann Wilhelm Gottfried von Lommessem zum Maire der Stadt Aachen gewählt worden. Seine Befugnisse und die der Ratskammer erstreckten sich hierbei auch auf die Kantone Burtscheid, Linnich, Heinsberg, Sittard/NL und Geilenkirchen. Nach dem Ende der französischen Besatzung und der Eingliederung des Rheinlandes in das Königreich Preußen wurde Cornelius von Guaita zum ersten Oberbürgermeister der Stadt Aachen wiedergewählt. Diese Position bekleidete er, trotz Bestrebungen von Seiten der preußischen Regierung ihn 1818 abzuzusetzen, bis zu seinem gesundheitsbedingten Ausscheiden im Jahr 1820.
Guaitas Verdienste lagen maßgeblich in der kompromisslosen Umsetzung Napoleonischer Wirtschaftspolitik und in der Förderung und Stärkung des gewerblichen und handwerklichen Mittelstandes. Er galt von Anfang an als glühender Verehrer Napoleons und erhoffte sich durch dessen Politik ein neues goldenes Zeitalter. Für seine außerordentlichen Verdienste in dieser Zeit wurde Cornelius von Guaita mit dem preußischen Roten Adlerorden sowie 1811 von Kaiser Napoleon zum Mitglied der Ehrenlegion ernannt. 1811 stellte von Guaita für sich und seinen Sohn den Antrag auf die Erhebung in den Stand eines baron de l’Empire.
Darüber hinaus förderte von Guaita 1813 als Maire der Stadt Aachen die Durchführung der 1801 in Aachen eingeführten Pockenschutzimpfung durch Gerhard Reumont und Kaspar Ludwig Dorschel.
Ihm zu Ehren wurde in Aachen 1905 eine Straße in der Nähe seines ehemaligen Wohnhauses in der Rosstraße nach ihm benannt.

## Familie

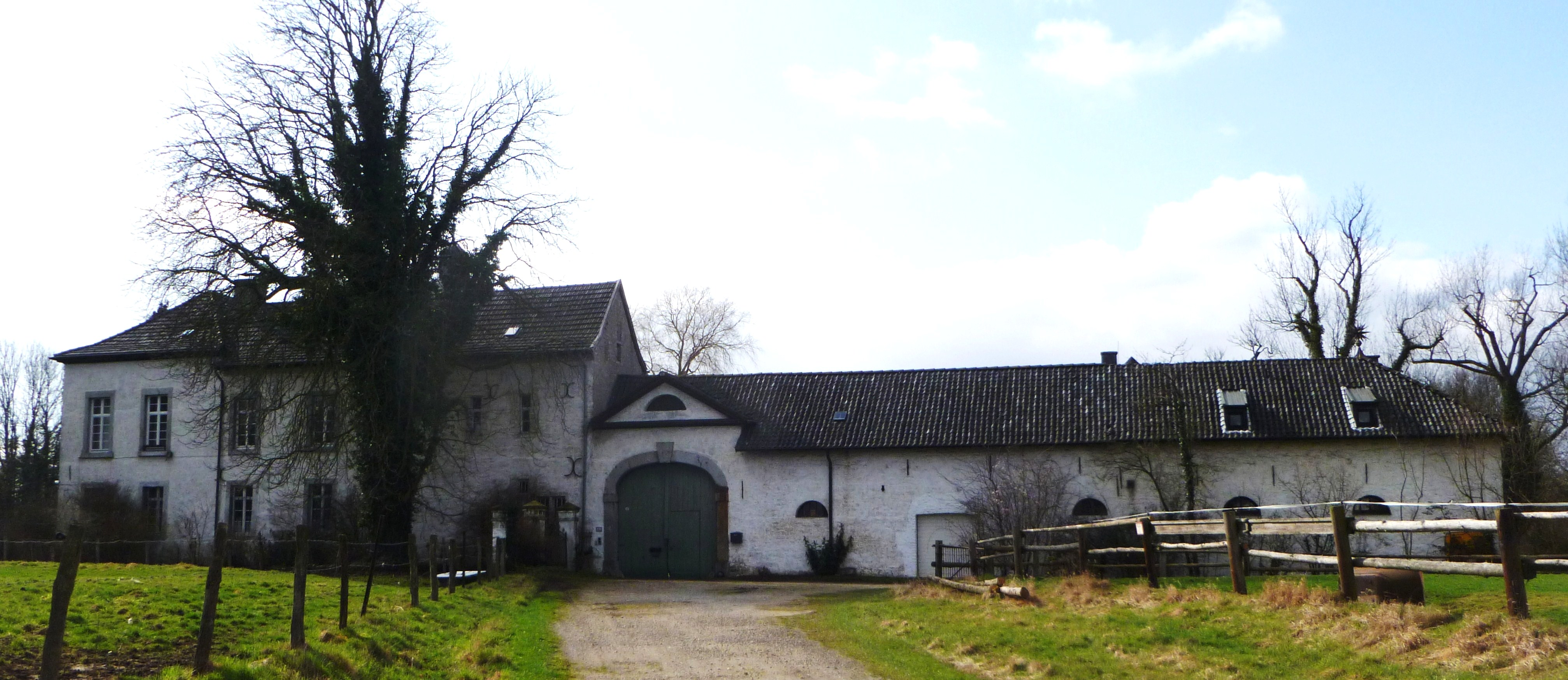
Ehemaliges vierflügeliges Rittergut Berger Hochkirchen im Ortsteil Laurensberg

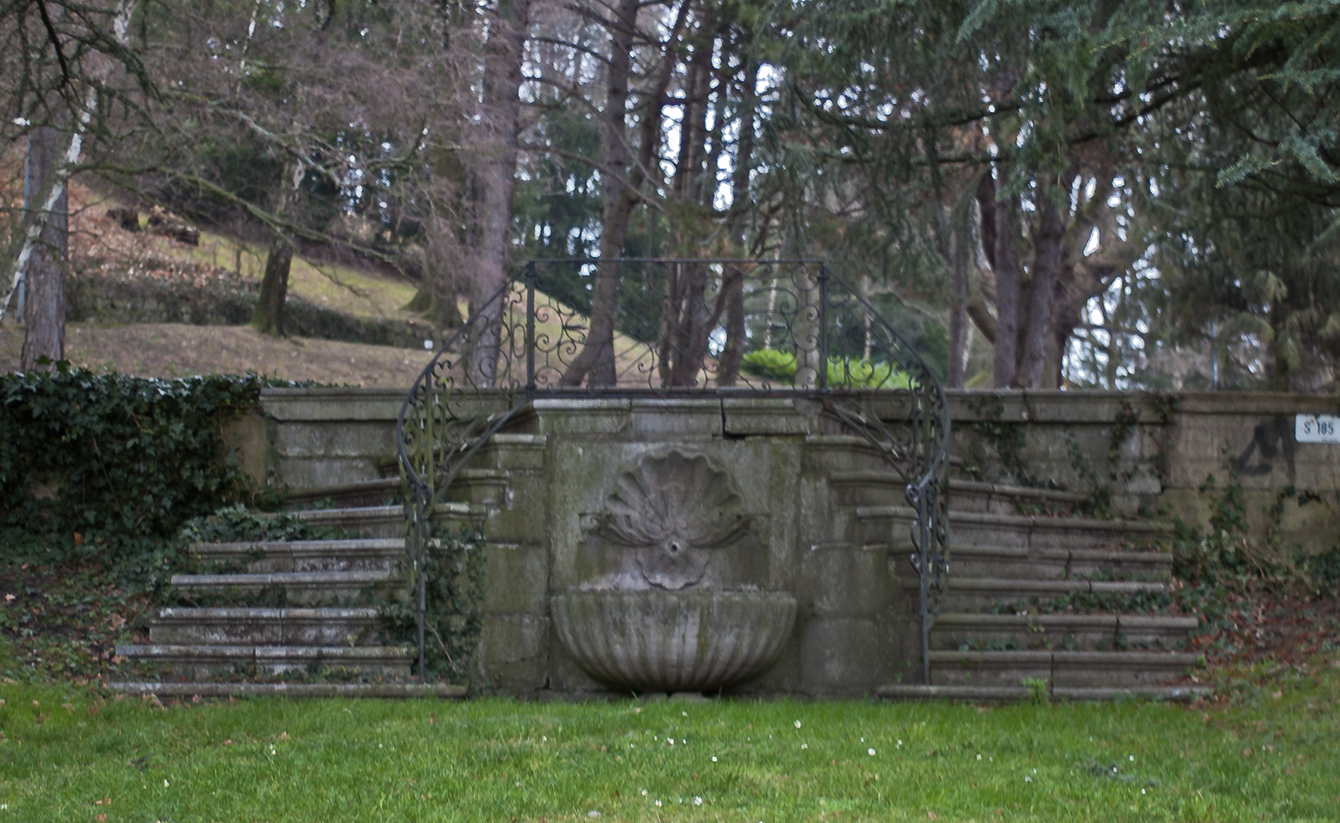
Guaita’sche Gartentreppe, Rokoko, ca. 1780 von Jakob Couven

Cornelius von Guaita war seit dem 17. November 1790 mit Auguste von Heinsberg, einer Tochter des Postdirektors der Thurn- und Taxis’schen Post von Aachen, verheiratet und hatte mit ihr fünf Töchter und einen Sohn. Augusta von Guaita verstarb am 12. Juli 1819. Ein Porträt von ihm, gemalt 1817 von Johann Baptist Joseph Bastiné hängt im Stedelijk Museum Het Domein in Sittard. Es zeigt den Aachener Oberbürgermeister zusammen mit seiner Tochter Maria Katharina Josepha Sophina von Guaita und trägt den französischen Orden der Ehrenlegion und den Roten Adlerorden.
Von Guaita und seine Familie hatten sich im Laufe der Jahre einen bedeutenden Wohlstand erarbeitet und erwarben unter anderem die Güter Berger-Hochkirchen im Ortsteil Laurensberg und Soerser Hochkirchen im Ortsteil Soers sowie weitere in der Nähe befindliche Gutsanlagen. Darüber hinaus besaßen sie in der Aachener Rosstraße 46/48 eine komfortable Häuserzeile, zu denen eine von Jakob Couven um 1780 entworfene Rokoko-Treppenanlage gehörte, die als Guaita’sche Gartentreppe bezeichnet wurde. Diese wurde nach dem Krieg teilweise in den Stadtgarten Aachen transloziert. Die zur Treppenanlage gehörige Gitterbekrönung mit den Initialen Guaitas ging jedoch verloren.
Heute scheinen im Raum Aachen keine Nachkommen mehr zu leben. Jedoch können Grabstätten der Familie im denkmalgeschützten Aachener Ostfriedhof besichtigt werden.